# USS Earle (DD-635)
Эскадренный миноносец «Эрл» (англ. USS Earle (DD-635)) — американский эсминец типа Gleaves. Эсминцы DD-635 и DD-634, отличались увеличенными шириной и проектным водоизмещением(включён перегруз).
Заложен на верфи Boston Navy Yard, Бостон 14 июня 1941 года. Спущен 10 декабря 1941 года, вступил в строй 1 сентября 1942 года.
C 23 июня 1945 года быстроходный тральщик DMS-42.
Выведен в резерв 17 мая 1947 года.
С 15 июля 1955 года снова эсминец DD 635.
Из ВМС США исключён 1 декабря 1969 года.
Продан 9 сентября 1970 года фирме «National Metal and Steel Co.», Терминал-Айленд и разобран на слом.